# أوليكسندر أندرييفسكي
أوليكسندر أندرييفسكي (بالأوكرانية: Олександр Петрович Андрієвський) (25 يونيو 1994 بكييف في أوكرانيا - ) هو لاعب كرة قدم أوكراني في مركز الوسط. شارك مع منتخب أوكرانيا تحت 17 سنة لكرة القدم ومنتخب أوكرانيا تحت 18 سنة لكرة القدم ومنتخب أوكرانيا تحت 19 سنة لكرة القدم. أما مع النوادي، فقد لعب مع دينامو كييف وزوريا لوهانسك ونادي ميتاليست خاركيف وFC Hirnyk-Sport Horishni Plavni ‏.

## وصلات خارجية
- أوليكسندر أندرييفسكي على موقع الاتحاد الأوربي (الإنجليزية)
- أوليكسندر أندرييفسكي على موقع اتحاد أوكرانيا (الإنجليزية)
- أوليكسندر أندرييفسكي على موقع قاعدة بيانات كرة القدم.إي يو (الإنجليزية)
- أوليكسندر أندرييفسكي على موقع ناشيونال فوتبول تيمز (الإنجليزية)
- أوليكسندر أندرييفسكي على موقع Soccerway.com (الإنجليزية)
- أوليكسندر أندرييفسكي على موقع عالم كرة القدم.نت (الإنجليزية)
- أوليكسندر أندرييفسكي على موقع AS.com (الإسبانية)